# سیاه‌پرگان
سیاه‌پرگان (Icteridae) خانواده‌ای از پرنده‌های میان‌جثه بر جدید است که بخش اعظم بدنشان پرهای سیاه با جلای فلزی دارد. این خانواده از راستهٔ گنجشک‌سانان است.